# Рагби јунион репрезентација Хонг Конга
Рагби јунион репрезентација Хонгконга је рагби јунион тим који представља Хонгконг у овом екипном спорту. Хонгконг је једна од најбољих рагби репрезентација са азијског континента.
== Тренутни састав ==
Лечлен Чаб
Алекс Херис
Џон Аикман
Џејмс Купер
Џек Ниелсен
Џек Перфит
Леон Ви Хон Сум
Бил Брент
Адам Батерфилд
Џек Делафорс
Пол Дајвер
Алекс Бедли
Тоби Фен
Мет Леминг
Демијан Бејли
Ник Хисон - капитен
Џејми Худ
Адам Ролстон
Бен Римене
Ниал Роварк
Гевин Хедли
Тајлер Спитц
Макс Вудвард
Џони Рис
Алекс Меквин